# Eurovision Young Dancers 1999
Het Eurovision Young Dancers 1999 was de achtste editie van het dansfestival en de finale werd op 10 juli 1999 gehouden in het National Opera of Lyon in Lyon. Het was de tweede keer dat Frankrijk het dansfestival organiseerde, de eerste keer was in 1989.

## Deelnemende landen
Zestien landen namen aan deze editie van het Eurovision Young Dancers deel. Tsjechië nam voor het eerst deel. Terwijl Frankrijk, Nederland, Verenigd Koninkrijk en Zwitserland terugkeerden.

## Jury
Boris Eifman
 Maguy Marin
 Meryl Tankard
/ Jean-Christophe Maillot
 Tero Saarinen
 Vincente Sáez
 Victoria Maragopoulou

## Overzicht

### Finale
| Plaats | Land        | Artiest                              |
| ------ | ----------- | ------------------------------------ |
| 1      | Duitsland   | Katja Wünsche & Stegli Yohan         |
| 2      | Zweden      | Nathalie Nordquist                   |
| 3      | Spanje      | Clara Blanco                         |
| -      | België      | Frederik Deberdt                     |
| -      | Finland     | Aarne Ruutu                          |
| -      | Frankrijk   | Emmanuel Eggermont & Juliette Roudet |
| -      | Griekenland | Maria Boubouli                       |
| -      | Letland     | Elza Leimane                         |
| -      | Nederland   | Ernst Meisner                        |
| -      | Polen       | Marcin Krajewski                     |

### Halve finale
| Land                | Artiest                               | Resultaat      |
| ------------------- | ------------------------------------- | -------------- |
| België              | Frederik Deberdt                      | gekwalificeerd |
| Cyprus              | Dafni Mouyiassi                       | uit            |
| Duitsland           | Katja Wünsche & Stegli Yohan          | gekwalificeerd |
| Finland             | Aarne Ruutu                           | gekwalificeerd |
| Frankrijk           | Emmanuel Eggermont & Juliette Roudet  | gekwalificeerd |
| Griekenland         | Maria Boubouli                        | gekwalificeerd |
| Hongarije           | Attila Bongar                         | uit            |
| Letland             | Elza Leimane                          | gekwalificeerd |
| Nederland           | Ernst Meisner                         | gekwalificeerd |
| Polen               | Marta Wojtaszewska & Marcin Krajewski | gekwalificeerd |
| Slovenië            | Ana Klasnja                           | uit            |
| Spanje              | Clara Blanco                          | gekwalificeerd |
| Tsjechië            | Lukas Slavicky & Zuzana Zahradnikova  | uit            |
| Verenigd Koninkrijk | Lara Glew                             | uit            |
| Zweden              | Nathalie Nordquist                    | gekwalificeerd |
| Zwitserland         | Laetitia Guggiva                      | uit            |

## Wijzigingen

Deelnemende landen
Landen die in het verleden deelgenomen hebben
Landen die zich niet voor de finale kwalificeerden

### Debuterende landen
- Tsjechië

### Terugkerende landen
- Frankrijk
- Nederland
- Verenigd Koninkrijk
- Zwitserland

### Terugtrekkende landen
- Estland
- Slowakije

## Terugkerende artiesten
Ana Klasnja doet voor de tweede keer op rij mee voor Slovenië. Hiermee is ze de eerste Sloveense artiest(e) die meermaals deelneemt.
| Land     | Artiest     | Eerdere deelname |
| -------- | ----------- | ---------------- |
| Slovenië | Ana Klasnja | Slovenië 1997    |